# Liste der Botschafter der Vereinigten Staaten in Ungarn

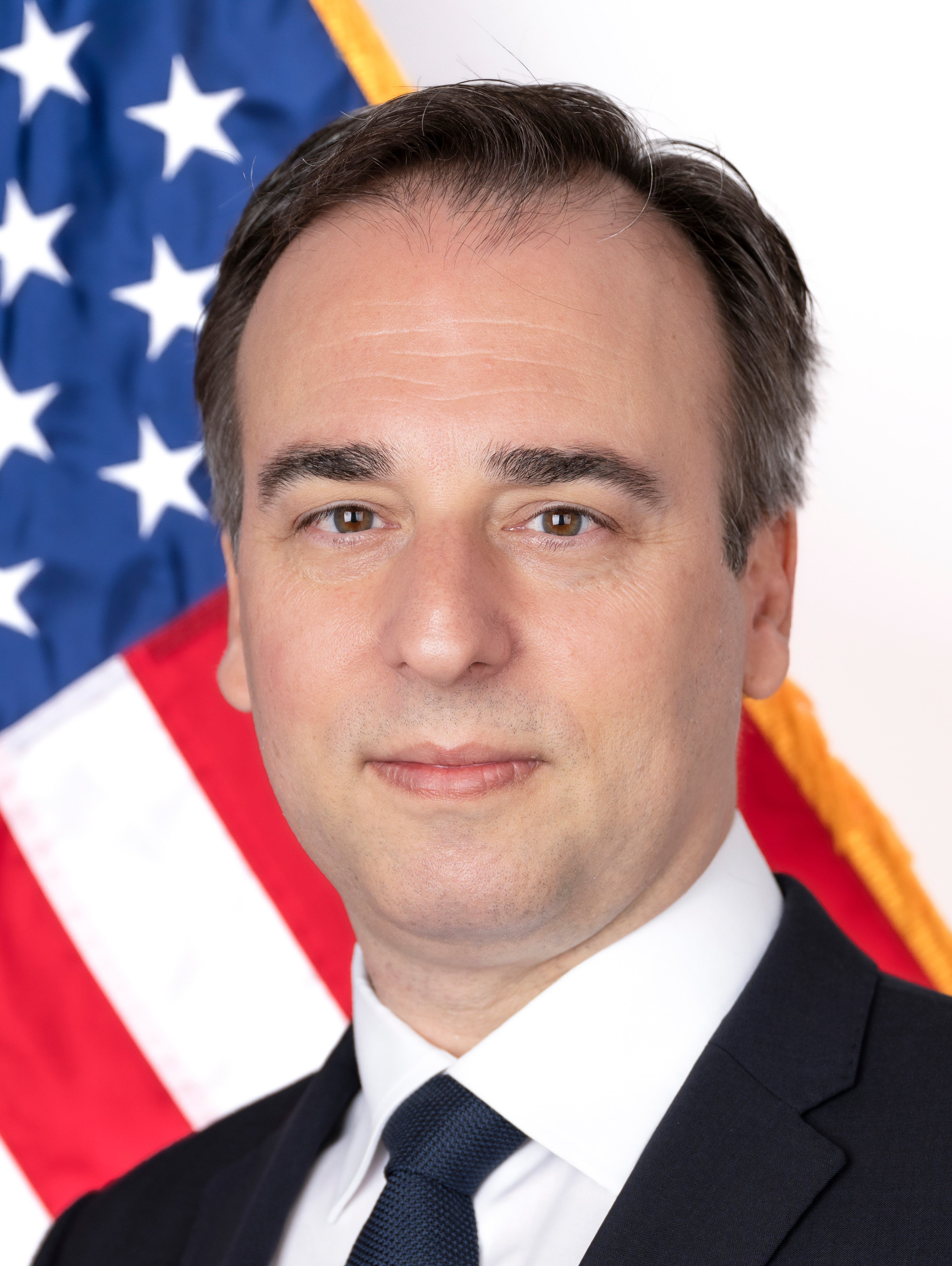
David Pressmann, derzeitiger Botschafter in Ungarn

Der Botschafter der Vereinigten Staaten von Amerika in Ungarn ist der bevollmächtigte Botschafter der Vereinigten Staaten von Amerika in Ungarn. Nachdem Ungarn im Rahmen des Zweiten Weltkrieges 1941 den USA den Krieg erklärte unterbrach man diplomatische Beziehungen. Sie wurden erst nach dem Krieg wieder aufgenommen.

## Botschafter
| Amtszeit  | Name                             | Bemerkungen                                                |
| --------- | -------------------------------- | ---------------------------------------------------------- |
| 1922–1927 | Theodore Brentano                |                                                            |
| 1927–1930 | Joshua Butler Wright             |                                                            |
| 1930–1933 | Nicholas Roosevelt               |                                                            |
| 1933–1941 | John Flournoy Montgomery         |                                                            |
| 1941      | Herbert Pell                     |                                                            |
| 1946–1947 | Hans Frederick Arthur Schoenfeld |                                                            |
| 1947–1949 | Selden Chapin                    |                                                            |
| 1949–1951 | Nathaniel Penistone Davis        |                                                            |
| 1952–1956 | Christian Magelssen Ravndal      |                                                            |
|           | Edward Thompson Wailes           | Akkreditierte sich wegen des Ungarischen Volksaufstand nie |
| 1957–1961 | Garret G. Ackerson Jr.           | Geschäftsträger                                            |
| 1961–1962 | Horace Gates Torbert Jr.         | Geschäftsträger                                            |
| 1962–1964 | Owen Thomas Jones                | Geschäftsträger                                            |
| 1964–1966 | Elim O’Shaughnessy               | Geschäftsträger                                            |
| 1966–1967 | Richard Womser Tims              | Geschäftsträger                                            |
| 1967–1969 | Martin J. Hillenbrand            |                                                            |
| 1969–1973 | Alfred Puhan                     |                                                            |
| 1973–1975 | Richard Foote Pedersen           |                                                            |
| 1975–1976 | Eugene Vincent McAuliffe         |                                                            |
| 1977–1980 | Philip Mayer Kaiser              |                                                            |
| 1980–1983 | Harry E. Bergold junior          |                                                            |
| 1983–1986 | Nicolas M. Salgo                 |                                                            |
| 1986–1990 | Robie Marcus Hooker Palmer       |                                                            |
| 1990–1994 | Charles H. Thomas                |                                                            |
| 1994–1997 | Donald M. Blinken                |                                                            |
| 1997–2001 | Peter Francis Tufo               |                                                            |
| 2001–2003 | Nancy Goodman Brinker            |                                                            |
| 2003–2006 | George H. Walker                 |                                                            |
| 2006–2009 | April H. Foley                   |                                                            |
| 2010–2013 | Eleni Kounalakis                 |                                                            |
| 2013–2015 | Mark A. Goodfriend               | Geschäftsträger                                            |
| 2015–2017 | Colleen Bradley Bell             |                                                            |
| 2017–2018 | David Kostelancik                | Geschäftsträger                                            |
| 2018–2020 | David B. Cornstein               |                                                            |
| 2022–     | David Pressmann                  |                                                            |